# Eois heliadaria
Eois heliadaria är en fjärilsart som beskrevs av Achille Guenée 1858. Eois heliadaria ingår i släktet Eois och familjen mätare. Inga underarter finns listade i Catalogue of Life.